# Pullach im Isartal
Pullach im Isartal település Németországban, azon belül Bajorországban. Lakosainak száma 8989 fő (2023. december 31.). Pullach im Isartal München, Baierbrunn és Grünwald községekkel határos.

## Népesség
A település népessége az elmúlt években az alábbi módon változott:
| Lakosok száma | 7228 | 7634 | 8751 | 8832 | 8887 | 8978 | 8983 | 8983 | 9026 | 8989 |
|               | 1970 | 1975 | 2011 | 2012 | 2014 | 2015 | 2017 | 2019 | 2022 | 2023 |